# Włókna czerwone
Włókna czerwone – typ włókien występujących w mięśniu poprzecznie prążkowanym (szkieletowym). W porównaniu do włókien białych, posiadają mniej miofibryli i glikogenu, zaś więcej mioglobiny (stąd ich barwa). Energię do pracy pobierają z procesów tlenowych (np. cyklu Krebsa). Stanowią większość w organizmie człowieka i są wykorzystywane głównie podczas długotrwałych wysiłków o umiarkowanym nasileniu.